# Islamski Front Ocalenia
Islamski Front Ocalenia, lub Muzułmański Front Wyzwolenia (arab.الجبهة الإسلامية للإنقاذ, Dżabhat at-Tahrir al-Islami; fr. Front islamique du salut) – fundamentalistyczne algierskie ugrupowanie polityczne powstałe na fali przemian demokratycznych w 1989 roku. Wywodziło się ideowo z Bractwa Muzułmańskiego. Jego założycielem i charyzmatycznym przywódcą był szejch Abbassi Madani oraz Ali Belhadj. W 1990 zdecydowanie wygrał wybory regionalne głosząc skrajne hasła islamistyczne, nawołując do wprowadzenia w Algierii szariatu.

## Historia
Środowisko związane z przyszłym Frontem działało początkowo nielegalnie. Ideologicznie wywodziło się z Bractwa Muzułmańskiego, którego członkowie napłynęli do Algierii z Egiptu w 1971 roku. Grupa od początku stałą się skupiskiem krajowych grup islamistycznych. Celem nurtu było utworzenie republiki islamskiej na wzór Iranu. W postulowanej przez organizację republice miało obowiązywać prawo szariatu, a rolę konstytucji miał pełnić Koran. W 1988 roku środowisko islamistyczne dołączyło się do spontanicznych antyrządowych protestów, obejmując w nich kierownictwo. 18 września 1989 roku korzystając z mających miejsce przemian demokratycznych, islamiści powołali legalnie funkcjonujący Islamski Front Ocalenia. W 1990 roku Front wygrał wybory terytorialne w połowie okręgów. Wiosną tego samego roku islamiści ogłosili strajk generalny, który przerodził się w starcia ze zwolennikami rządzącego Frontu Wyzwolenia Narodowego. Przywódcy Frontu, Abbassi Madani oraz Ali Belhadj zostali aresztowani, co nie zmieniło ich stosunkowo dużego poparcia społecznego. W wyborach parlamentarnych, które odbyły się w 1991 roku, odnieśli oni sukces, osiągając 47–8% głosów. W 1992 roku grupa została pozbawiona władzy i zdelegalizowana przez armię.
Zwycięstwu wyborczemu islamistów sprzeciwiło się wojsko. W styczniu 1992 roku zmusiło do dymisji prezydenta Szadlia Bendżedida. Miejsce prezydenta przejęła junta wojskowa, z której inicjatywy w marcu 1992 roku wybory z 1991 roku unieważniono, a parlament rozwiązano. Islamiści odpowiedzieli na delegalizację terroryzmem. 26 września 1992 roku fundamentaliści dokonali ataku na lotnisku w Algierze. Zginęło 9 przypadkowych osób, a 128 zostało rannych. Z rąk islamisty zginął też przewodniczący junty Mohammed Boudiaf. Junta zareagowała na terroryzm ponownym osadzeniem w więzieniu liderów Frontu.
Na krótko po nie dopuszczeniu Islamskiego Frontu Ocalenia do władzy, radykalni działacze islamscy powołali Zbrojną Grupę Islamską. Choć pozostający na wolności przywódcy islamistyczni oficjalnie wzywali do zachowania spokoju i nie stosowania przemocy, partia uległa delegalizacji. Zmienili oni postawę w 1993 roku kiedy to utworzone zbrojne skrzydło Frontu, Islamską Armią Ocalenia. Fundamentaliści tocząc wojnę domową z rządem, stosowały terrorystyczne metody oraz prowadziły masowe mordy na ludności cywilnej. Ugrupowanie partyzanckie złożyły broń około 2000 roku. Rozbity i skompromitowany swoimi brutalnymi metodami ruch islamistyczny nie odbudował w Algierii wpływów. W 2003 roku założyciele Islamskiego Frontu Ocalenia, Abbassi Madani i Ali Belhadj zostali wypuszczeni z więzienia, nie pozwolono im przy tym na prowadzenie działalności politycznej. Rząd także w kolejnych latach nie godził się na zalegalizowanie działalności potencjalnych ugrupowań o fundamentalistycznym charakterze.